# Perche (canne)
Pour les articles homonymes, voir Perche.
 (février 2024).
Si vous disposez d'ouvrages ou d'articles de référence ou si vous connaissez des sites web de qualité traitant du thème abordé ici, merci de compléter l'article en donnant les références utiles à sa vérifiabilité et en les liant à la section « Notes et références ».

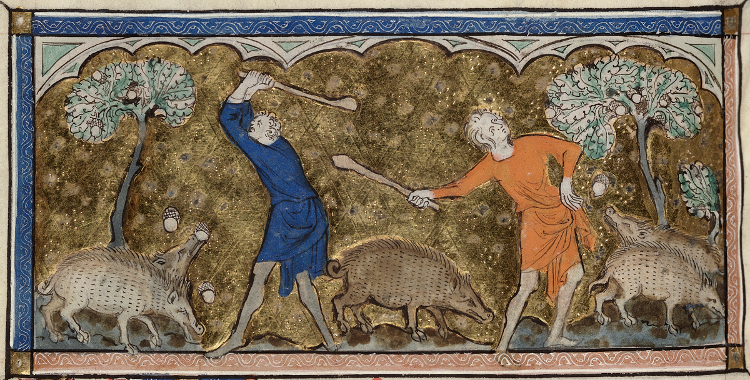
La récolte de glands pour nourrir les porcs (miniature du psautier de la reine Marie, vers 1320-1330, British Library). Des paysans frappent avec des perches les branches de chênes au pied desquels se nourrissent des porcs.

Une perche est une longue tige de bois.
L'usage en est varié : guider une embarcation, sauter à la perche, assister la croissance d'une plante grimpante, gauler un arbre fruitier (battre un arbre avec une gaule pour en faire tomber les fruits murs).

## Perche en Tai Chi Chuan
La perche est utilisée comme arme au Tai Chi Chuan. Elle mesure généralement 2,80 m et est utilisée dans des déplacements rigoureux à deux et des attaques ciblées (cœur, tête, genoux, épaules).
Cet exercice est très physique, du fait de la longueur de la perche, avec laquelle il convient de ne pas utiliser la force brutale mais la fermeté, ainsi que de l'énergie nécessaire à l’exécution des mouvements.
La première utilisation est de frapper la perche du partenaire, sans la briser, ni briser la sienne.
La deuxième pratique est d'apprendre dans des déplacements avant, en tant qu'attaquant, à atteindre les points vitaux indiqués plus haut et dans les déplacements arrière, de parer la perche de l'attaquant.
- Gun (arme)